# Schülp b. Rendsburg
Schülp b. Rendsburg är en kommun med orten Schülp i Kreis Rendsburg-Eckernförde i förbundslandet Schleswig-Holstein i Tyskland.
Kommunen ingår i kommunalförbundet Amt Jevenstedt tillsammans med ytterligare nio kommuner.